# You, Me and the Apocalypse
You, Me and the Apocalypse ist eine britisch-amerikanische Comedydrama-Miniserie über den Weltuntergang, die von Iain Hollands kreiert wurde. In Hauptrollen sind unter anderem Jenna Fischer, Mathew Baynton in einer Doppelrolle und Rob Lowe zu sehen. Die Serie hatte Premiere im Vereinigten Königreich am 30. September 2015 auf Sky One und lief ab dem 28. April 2017 auf dem deutschen Sky One. In den Vereinigten Staaten wurden ab dem 28. Januar 2016 die Episoden unter neuen Titeln auf NBC gezeigt.

## Handlung und Figuren
Die Serie beginnt 34 Tage vor einem Kometeneinschlag auf die Erde, der alles Leben auslöschen wird, an dem Tag als die Gefahr öffentlich bekannt wird.  In den verschiedenen Handlungssträngen begeben sich die zunächst scheinbar unzusammenhängenden Figuren jeweils auf eine Mission, doch im Verlauf zeigt sich, dass sie miteinander verbunden und verwandt sind. Die Episoden beginnen  damit, dass kurz vor dem Einschlag Jamie unter dem englischen Slough in einem Bunker sitzt und im Fernsehen das Ende der Nachrichten ansieht; dabei wird jedes Mal eine andere der übrigen Figuren enthüllt, die mit ihm dort ist.
- England: Jamie Winton ist ein ordentlicher Bankmanager, der seine Routine liebt, während sein Mitbewohner Dave chaotisch in den Tag hineinlebt. Jamie versucht seit sieben Jahren, seine Frau Layla zu finden, die nach den Flitterwochen verschwunden war. Nachdem er fälschlich verhaftet wurde, erfährt er, dass seine Mutter Paula ihn adoptiert hatte; seine leibliche Mutter Mary Conroy hatte ihn als Baby auf einem Kirchenparkplatz zurückgelassen, weil sie eine Stimme gehört hatte, dass er der Sohn Gottes sei. Jamies Zwillingsbruder Ariel, der von Mary aufgezogen wurde, ist der Hacker „White Horse“ der Organisation „Deus Ex Machina“ und ebenfalls auf der Suche nach Layla.

- Vereinigte Staaten: Rhonda McNeil ist eine Bibliothekarin mit einem Mann namens Rajesh, der im Krankenhaus liegt, und einem Sohn namens Spike aus erster Ehe. Nachdem dieser die NSA gehackt, aber nichts gestohlen oder geleakt hat, nahm Rhonda es auf sich und kam als Landesverräterin ins Gefängnis. Als Ariel sie befreit, hängt sich die weiße Rassistin Leanne an sie und die beiden Frauen fliehen einige Zeit gemeinsam. Scotty, Rhondas Zwillingsbruder, und sein Mann, General Arnold Gaines, deren Beziehung aber geheim ist, sollen für den US-Präsidenten die „Operation Savior“ leiten, um einen Weg zu finden, die Erde zu retten. Doch als Rhonda Scotty kontaktiert, hilft er stattdessen ihr, die Familie zu retten.

- Vatikan: Father Jude ist der Advocatus Diaboli, der angebliche Wunder vor Heiligsprechungen untersuchen soll, und erhält als neue Mitarbeiterin Schwester Celine aus einem Kloster. Weil laut der Offenbarung des Johannes beim Weltuntergang vor der Wiederkunft des Herrn zunächst der Antichrist als falscher Prophet erscheinen soll, sollen sie diesen unter fälschlich als Messias Angebeteten finden. Bei einem Fall finden sie Layla mit ihrer Tochter Frankie, die in ihrem Kopf Stimmen hört; bei einem weiteren müssen sie heiraten und schlafen miteinander. Im Verlauf kommen sie in Zweifel mit ihrem Glauben, ihren Gelübden und der Haltung der Kirche.

- Die alte, schwerkranke Dame Sutton, die einen Bunker unter Slough besitzt, will durch das Blut ihrer Familie weiterleben und dafür diese bei sich versammeln. Ihre Kinder sind Rhonda, Scotty, die als Waisen aufwuchsen, weil sie ihren Tod inszenierte, sowie Jude, von dem sich herausstellt, dass er der Vater von Ariel und Jamie ist, also Jude auch der Großvater bzw. Sutton die Urgroßmutter von Frankie.

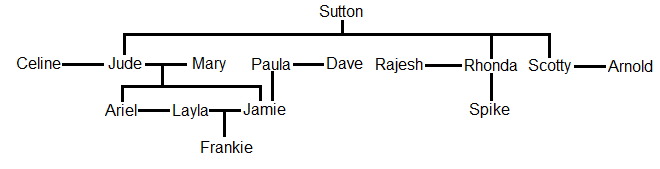
Familienstammbaum der Figuren am Ende der Serie

## Episodenliste
| Nr. | Deutscher Titel      | Originaltitel                                     | Erstausstrahlung UK | Deutschsprachige Erstausstrahlung (D) | Regie          | Drehbuch                                       |
| --- | -------------------- | ------------------------------------------------- | ------------------- | ------------------------------------- | -------------- | ---------------------------------------------- |
| 1 | Aus den Fugen        | 34 Days To Go Who Are These People? (NBC)         | 30. Sep. 2015       | 28. Apr. 2017                         | Michael Engler | Iain Hollands                                  |
| Slough, England: Der Bankmanager Jamie Wynton wird auf der Arbeit festgenommen, weil er „White Horse“, Kopf der Organisation „Deus Ex Machina“, die das Weiße Haus gehackt haben. Ein Foto des „White Horse“ zeigt angeblich Jamie in Moskau mit seiner Frau Layla, die vor sieben Jahren während der Flitterwochen verschwunden war. Dank eines Alibis wird er freigelassen. Seine Mutter erklärt, dass er adoptiert ist und einen Zwilling haben könnte. Mit dem Foto der Polizei will er Layla suchen New Mexico: Rhonda McNeil, die ihren Sohn Spike deckt, der sich in die NSA gehackt hat, kommt ins Frauengefängnis und gerät zwischen einer Latinas und der weißen Rassistin Leanne. Im Fernsehen berichtet der US-Präsident, dass ein Komet die Erde in 34 Tagen treffen wird. Während die Gefangenen in Panik ausbrechen, wird Rhonda von einem Krankenwagen aufgelesen und Leanne hängt sich an sie. Umbrien: Ordensschwester Celine erhält ein Vorstellungsgespräch im Vatikan bei dem Advocatus Diaboli Father Jude. Er raucht, flucht und bringt sie zum Weinen. Sie sieht den Kometen als Zeichen Gottes und kehrt zu Jude zurück. |                      |                                                   |                     |                                       |                |                                                |
| 2 | Operation Savior     | 33 Days To Go An Erotic Odyssey (NBC)             | 7. Okt. 2015        | 5. Mai 2017                           | Michael Engler | Iain Hollands                                  |
| Washington, D.C.: Scotty McNeil von der Special Situations Group und Major General schlagen dem Präsidenten in einem Briefing vor, eine „Operation Savior“ zu verkünden, um den Menschen Hoffnung zu geben. Sie erzählen ihm als Notfallplan, dass es einen Bunker namens „Mount Genesis“ für 15 junge Frauen gibt. Jaimes Adoptivmutter Paula gibt ihm eine Adresse seiner leiblichen Mutter. Er fährt dort mit seinem Mitbewohner Dave hin. Zunächst scheint keiner da zu sein, dann werden sie plötzlich mit Betäubungspfeilen ausgeschaltet. Sie erwachen an die Badewanne gefesselt. Rhondas Retter ist „White Horse“ Ariel Conroy, der wie Jamie aussieht. Er glaubt, die Apokalypse sei nicht echt. Nach einem Unfall mit dem Wagen lassen sie Leanne darin zurück. Rhonda kontaktiert ihren Bruder Scotty, damit er nach ihrem Mann und Sohn sehe. Nachdem sie Ariel erklärt, dass nicht sie der Hacker war, geht sie zurück zu Leanne. Jude und Celine sollen die Wiederkunft des Herrn untersuchen. Laut der Bibel würde vor Christus ein falscher Prophet erscheinen. |                      |                                                   |                     |                                       |                |                                                |
| 3 | Jane Doe             | 32 Days To Go Still Stuff Worth Waiting For (NBC) | 14. Okt. 2015       | 12. Mai 2017                          | Saul Metzstein | Iain Hollands                                  |
| Virginia: Die größten Köpfe der Welt wurden versammelt, eine Lösung zu finden. Scotty spricht mit Rhondas Mann Rajesh, der im Krankenhaus liegt. Arnold, Scottys Partner, wirft ihm vor, wie gefährlich es ist, ihr zu helfen. Jamie und Dave werden von einer Frau festgehalten, die ihn Ariel nennt. Nachdem ihre Fruchtblase platzt, helfen sie ihr, im Haus das Baby zu bekommen. Sie gibt Jamie eine neue Adresse seiner Mutter, eine psychiatrische Klinik. Oklahoma: Auf ihrer Flucht stehlen Rhonda und Leanne Kleidung, doch Rhonda wird von einem Mann ertappt und mit einem Gewehr bedroht. Er enthüllt sich ihr als Crossdresser. Als das Fernsehen berichtet, Rhonda sei eine Cyberterroristin (wie Ariel verbreitet), hält er sie fest, bis die Polizei. In gestohlener Polizeiuniform nimmt Leanne sie wieder mit. Unterdessen findet Ariel in Louisiana ihren Sohn Spike. Jude und Celine fliegen mit dem Flugzeug des Papstes nach Warschau, wo ein Mädchen nach einem Autounfall mit wiederauferstanden sein soll und Stimmen im Kopf hört. Ihre Mutter ist Layla. Celine und Jude schmuggeln die zwei aus dem Krankenhaus und nehmen sie im Flugzeug mit. Zwei Agenten werden von einer schwerkranken Frau beauftragt, ihre Familie zu finden: Rhonda, Scotty, Jaime und Jude.                                                                           |                      |                                                   |                     |                                       |                |                                                |
| 4 | Plan A und Plan B    | 26 Days To Go What Happens To Idiots (NBC)        | 21. Okt. 2015       | 19. Mai 2017                          | Saul Metzstein | Geoff Bussetil and Ben Vanstone, Iain Hollands |
| Schottland: Jamie und Dave werden an der Klinik zunächst abgewiesen, aber verschaffen sich Zugang und finden seine Mutter Mary. Als ein letzter Pfleger erscheint, gibt Jamie sich als Ersatz aus und soll Dave mit einem Zäpfchen sedieren. Heimlich nehmen sie Mary im Rollstuhl mit heraus. Arkansas: Rhonda und Leanne brechen in ein Gasthaus ein. Plötzlich erscheint der Sohn der Besitzerin und später die Polizei, die er gerufen hat. Indem sie den Jungen bedrohen, können sie Polizeiwaffen an sich nehmen und entkommen mit einer Polizistin als Geisel, die sie unterwegs stehen lassen. Virginia: Spike hackt in ein Gesichtserkennungsprogramm der NSA, mit dem Ariel Layla finden will. Sein Komplize Max zeigt ihm, dass der Komet real ist. Nachdem sie digital Zugang finden, Scotty zu überwachen, erschießt Ariel Max. Vatikan: Ein Mann will von einem Kirchturm in den Tod stürzen. Der Mann will der Welt zeigen, was die Kirche ihm angetan habe. Jude klettert zu ihm und überzeugt ihn, nicht zu springen. |                      |                                                   |                     |                                       |                |                                                |
| 5 | Familienbande        | 23 Days To Go Right In the Nuts (NBC)             | 28. Okt. 2015       | 26. Mai 2017                          | Saul Metzstein | Sarah Dollard                                  |
| Ariel sendet Scotty ein Video, dass er seinen Neffen entführt habe. Er will die Position des Bunkers und die Schlüssel haben. Arnold geht zum Treffpunkt und spricht mit Ariel. Bevor dieser Spike erschießt, knockt Scotty ihn aus. Nachdem sie die Kameraaufnahmen gelöscht haben, ist Ariel aber verschwunden. London: Mary erwacht und bringt Jamie und Dave dahin, wo Ariel sein soll. Sie identifiziert Layla auf einem Kindheitsfoto von Ariel als „Hawk Wind“ und behauptet, Jamie sei der Sohn Gottes. Als Dave Ariels Laptop benutzt, aktiviert sich ein Zerstörungsmechanismus und das Haus explodiert. Tennessee: Leanne fährt mit Rhonda zu ihrer Familie, die Rhonda wegen des Kopfgelds in einem Behelfsbunker gefangen nehmen. Heimlich lässt Leanne Rhonda frei. Neapel: Jude und Celine untersuchen eine angebliche Wunderheilerin, die sie in Zivilkleidung in eine Bar mitnimmt. Sie hilft den Leuten, indem sie vom Hafen Ware stiehlt. In intimen Gesprächen kommen sie sich näher. |                      |                                                   |                     |                                       |                |                                                |
| 6 | Frisches Blut        | 17 Days To Go Home Sweet Home (NBC)               | 4. Nov. 2015        | 2. Juni 2017                          | Tim Kirkby     | Iain Hollands                                  |
| Slough: Eine alte Dame wird von ihrem Arzt in einen Bunker unter der Stadt gebracht. Die zwei Agenten bringen auf eine Trage den betäubten Ariel. Sie ist seine Großmutter und will sein Blut haben, das sich aber als durch Hepatitis unrein herausstellt. Um sich zu retten, erzählt Ariel ihr von Jamie und dessen Tochter. Jamie und Dave kehren mit Mary nach Hause zu Paula zurück. Während Jamie wieder arbeiten geht, kommt Mary vor der Bank plötzlich um. Nachdem sie ein Video davon gesehen haben, tauchen Jude und Celine auf, denn Jude ist Jamies Vater. Jamie läuft davon, doch Celine erkennt auf einem Foto Layla als die Mutter aus Polen und mit der Nachricht, dass er eine Tochter hat, können sie ihn zurückholen, bevor er sich einem medizinischen Experiment unterzieht. Washington, D.C.: Rhonda bricht in ihr Haus ein, doch die Nachbarn rufen die Polizei, was Spike abhört und an Scotty weitergibt. Spike findet Rhonda in der Bücherei, wo die Polizei sie aufspürt. Diese wird durch einen falschen Notruf von Scotty abgezogen. Er versteckt die beiden in seinem Haus, wo Arnold auftaucht. Um sie alle zu beschützen, verlässt Arnold ihn. |                      |                                                   |                     |                                       |                |                                                |
| 7 | Himmel und Hölle     | 14 Days To Go T Minus …                           | 11. Nov. 2015       | 9. Juni 2017                          | Tim Kirkby     | Julian Jones                                   |
| Suffolk: Jamie sucht seine Tochter und erfährt, dass Layla diesen Morgen verhaftet wurde. Im Gericht wird er mit seiner Tochter Frankie vereint. Jamie zahlt, damit Layla freikommt. Während Dave auf Frankie aufpasst, erklärt „Hawk Wind“, dass Ariel aus Eifersucht Jamies Leben gehackt und ruiniert hatte und sie als Layla seine Freundin spielen ließ. Sie verliebte sich in Jamie, doch später tauchte Ariel auf und zwang sie zu verschwinden. Als Jamie und Layla zurückgehen, hat Ariel Dave angegriffen und Frankie entführt. Virginia: Operation Savior wird eine Rakete schicken, die in einer Woche den Kometen treffen und vom Kurs abbringen soll. Scotty wird wegen des Notrufs verhaftet. Nachdem sein Zellengenosse, dass im Code der Russen ein Fehler vorliegt, muss Scotty Rhonda verraten, um freizukommen. Er erreicht rechtzeitig Operation Savior und korrigiert den Code. Rhonda geht ins Krankenhaus und sieht ihren Mann, gerade bevor sie verhaftet wird. Auf dem Revier nehmen sie plötzlich Soldaten mit. Malta: Jude und Celine untersuchen einen Kult, der Erleuchtung und das Paradies auf einer Insel versprechen. Doch um dorthin zu kommen, müssen sie zuerst heiraten. Als es sich als Kult der freien Liebe herausstellt, versuchen sie zu fliehen, aber verpassen die letzte Fähre zurück. In der Nacht schlafen sie miteinander. |                      |                                                   |                     |                                       |                |                                                |
| 8 | Tag der Entscheidung | 7 Days To Go Savior Day                           | 18. Nov. 2015       | 16. Juni 2017                         | Tim Kirkby     | Iain Hollands, Mickey Down                     |
| Ariel, der Frankie in London festhält, hat Layla eine Nachricht hinterlassen, dass er sie zurückhaben will. Jamie spielt, dass er Layla als Geisel nimmt, um sie mit Frankie zu tauschen. Beim Austausch enthüllt Ariel, dass er eine Bombe in Frankies Stoffmütze versteckt hat, die Jamie aufziehen muss. Doch der Aktivierer geht kaputt und die drei überleben, während Ariel flieht. Virginia: Im ausgerufenen Notstand erwartet Rhonda kein ordentlicher Prozess, außer Operation Savior sollte noch gelingen. Die Rakete hat den Kometen getroffen, allerdings nicht ausreichend. Obwohl die Operation gescheitert ist, verkündet der Präsident im Fernsehen das Gegenteil. Vatikan: In Sorge, in die Hölle zu kommen, entscheidet Celine sich für ihr Gelübde. Jude legt den Kardinälen alle untersuchten Fälle vor und versichert, dass keiner von diesen echt ist. Um den Gläubigen Hoffnung zu geben, wollen sie dennoch einen Messias präsentieren. Als Protest legt Jude seine Priesterwürde ab. Nach der angeblichen Erfolgsnachricht will Celine mit ihm frei sein, aber findet ihn in seinem Büro erhängt. |                      |                                                   |                     |                                       |                |                                                |
| 9 | Die letzten Stunden  | 24 Hours To Go Calm Before the Storm              | 25. Nov. 2015       | 30. Juni 2017                         | Saul Metzstein | Iain Hollands                                  |
| Scotty und Arnold fahren den Präsidenten zu Mount Genesis, wo er von Arnold erschossen wird. Sie instruieren die Frauen, die zur Wiederbevölkerung dorthin gebracht wurden. Sie veröffentlichen ein Video, in dem Arnold offenlegt, dass Operation Savior in Wahrheit gescheitert ist und der Komet kommen wird. In ihrem Haus wird Scotty von Rhondas Familie und Larsson, einer Agentin seiner Mutter, erwartet. Slough: Jamie feiert mit alter und neuer Familie das Überleben der Menschheit. Nach der Nachricht, dass sein Vater tot ist, kommt Celine zu ihm. Betrunken hat sie eine Vision von Gott. Ariel taucht bei seiner Großmutter auf und erpresst sie um Geld. Nach der neuen Enthüllung zeigt diese Jamie, dass sie einen Bunker vorbereitet hat und alle retten kann. Auf dem Weg zu Layla und Frankie wird er von Ariel angefahren und gefesselt. Gegenüber Ariel, der sich als Jamie ausgibt, verkünden Dave und Paula, dass sie sich verlobt haben; dann kommt Ariel zu Layla und Frankie. Rhonda wird von einem Militärtribunal die Todesstrafe verhängt. Ihre Zellennachbarin im Todestrakt ist überraschend Leanne, die von ihrem Mann verraten wurde. Arnold und Scotty in Soldatenuniform holen die beiden heraus, wobei Scotty angeschossen wird.                                                                                                  |                      |                                                   |                     |                                       |                |                                                |
| 10 | Das Ende der Welt    | The End of the World End of Days (NBC)            | 2. Dez. 2015        | 7. Juli 2017                          | Saul Metzstein | Iain Hollands                                  |
| Scotty, Arnold, Leanne, Rhonda, Spike, Rajesh und Larsson fliegen nach England, wo es abstürzt. Indem Rhonda einen Fahrer erschießt, ergattern sie einen Truck, mit dem sie zum Bunker fahren, wo Rhonda von ihrer Mutter empfangen wird. Weil die Tür klemmt, muss jemand den Truck davorfahren und zurückbleiben. Rajesh opfert sich, der an seiner Krankheit sterben wird. Frankie folgt einer Stimme in ihrem Kopf zur Kirche, damit die gerade verheirateten Dave und Paula Jamie retten. Auch erzählt sie Celine, dass diese von Jude schwanger ist, obwohl sie unfruchtbar sein soll. Jamie rettet sie aus einem Krankenhaus, in dem Celine einen Test gemacht hat. Während Layla und Ariel nach Frankie suchen, spielt er, dass sie bereits im Bunker sei. Layla erkennt, dass er Ariel ist, und läuft davon zu Jamie. Zum Bunker ist die Brücke über die Themse zerstört, doch Jamie als Sohn Gottes gelingt es wundersamerweise, den Fluss zu teilen und sie können durchwaten. Sie kommen gerade an und in den Bunker, bevor Rajesh schließen kann, doch Jamie muss ihm draußen helfen. Rajesh lässt Jamie noch herein, aber wird draußen von Jamie überrascht, der sagt, dass Ariel ihn angegriffen und mit ihm getauscht hat. |                      |                                                   |                     |                                       |                |                                                |

## Besetzung und Synchronisation
Die deutschsprachige Synchronisation entstand unter der Dialogregie von Alexander Brem und nach Dialogbüchern von Brem und Peter Freund durch die ScalamediaGmbH in München.
| Rolle                     | Darsteller           | Synchronsprecher   |
| Hauptfiguren              | Hauptfiguren         | Hauptfiguren       |
| ------------------------- | -------------------- | ------------------ |
| Rhonda McNeil             | Jenna Fischer        | Elisabeth von Koch |
| Jamie Winton Ariel Conroy | Mathew Baynton       | Tim Schwarzmaier   |
| Dave Bosley               | Joel Fry             | Sebastian Winkler  |
| Schwester Celine Leonti   | Gaia Scodellaro      | Laura Maire        |
| Layla/„Hawkwind“          | Karla Crome          |                    |
| US-Präsident              | Lloyd Owen           | Mike Carl          |
| Scotty McNeil             | Kyle Soller          | Patrick Schröder   |
| General Arnold Gaines     | Paterson Joseph      | Ole Pfennig        |
| Larsson                   | Bronagh Gallagher    | Ditte Schupp       |
| Dr. Samuel                | Max Brown            |                    |
| Sutton                    | Diana Rigg           | Viktoria Brams     |
| Paula Winton              | Pauline Quirke       | Dorothea Anzinger  |
| Leanne Parkins            | Megan Mullally       | Susanne von Medvey |
| Pater Jude                | Rob Lowe             | Martin Halm        |
| Weitere                   |                      |                    |
| Spike McNeil              | Fabian McCallum      | Mio Lechenmayr     |
| Rajesh                    | Prasanna Puwanarajah |                    |
| Frankie                   | Grace Taylor         | Carla Reiter       |
| Mary Conroy               | Anastasia Hille      |                    |
| Father Christophe         | Anthony Howell       |                    |
| U.S. Marshall Tess Carter | Nina Sosanya         |                    |

Während des Vorspanns ist im Fernsehen als Nachrichtensprecherin die tatsächliche Sky-News-Reporterin Anna Jones zu sehen.

## Rezeption
Laut Sarah Hughes vom Guardian kämpfe die Serie zwar damit, alle Handlungsstränge am Laufen zu halten, aber ihre Stärke liege darin, wie sich die Figuren verändern, was für manche mit einem schrecklichen Preis verbunden ist. „Wie schrecklich genau enthüllen die rauen und bittersüßen Finalmomente, während die Zeit langsam der Apokalypse entgegentickt – und mutigerweise  gibt Hollands noch einen letzten niederschmetternden Twist hinzu. Dass dieser trifft wie ein Schlag in die Magengrube, ist Beweis, wie clever diese originelle, ungewöhnliche und tief menschliche Show ist.“
Jeff Jensen von Entertainment Weekly vergab die Note B+ mit dem Urteil: „Die zerstreute Erzählweise verwirrt zunächst, aber zunehmende Enthüllung und bezaubernde Verrücktheit wandelt perplexes Was zum Teufel geht hier vor? in ein neugieriges und interessiertes Wo zur Hölle führt das hin?“
Emily St. James von Vox kritisiert als großen Fehler der Serie, dass die Episoden mit einer Stunde zu lang seien für die dünne Prämisse.